# Eremiascincus phantasmus
Eremiascincus phantasmus — вид сцинкоподібних ящірок родини сцинкових (Scincidae). Ендемік Австралії.

## Поширення і екологія
Eremiascincus phantasmus мешкають у внутрішніх районах Австралії, на території басейну озера Ейр. Вони живуть в піщаних пустелях.